# Julia Stiles
Julia Stiles (New York, 1981. március 28. –) amerikai színésznő.

## Fiatalkora
11 éves korában kezdte a színészkedést. Levélben kérte a manhattani színház igazgatóját, hogy biztosítson számára egy helyet társulatában.[forrás?]

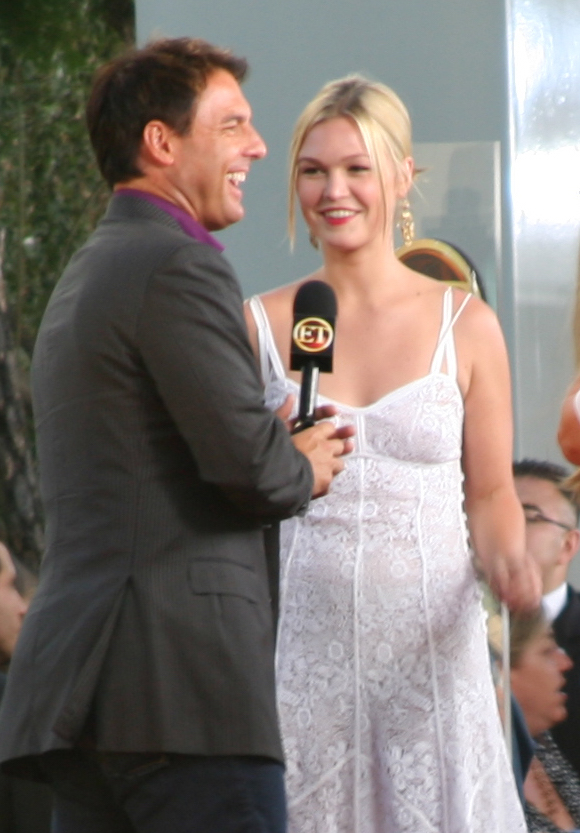
A Bourne-trilógia harmadik részének premierjén

Főként ír és olasz ősökkel büszkélkedhet.

## Filmográfia

### Film
| Év   | Magyar cím                              | Eredeti cím                 | Szerep                      | Magyar hang     |
| ---- | --------------------------------------- | --------------------------- | --------------------------- | --------------- |
| 1996 | Csillagvirágok                          | I Love You, I Love You Not  | Nana barátnője              |                 |
| 1997 | Az ördög maga                           | The Devil's Own             | Bridget O'Meara             | Simonyi Piroska |
| 1998 | Gonosz                                  | Wicked                      | Ellie Christianson          |                 |
| 1998 | Nyitott szemmel                         | Wide Awake                  | Neena Beal                  | Vadász Bea      |
| 1999 | 10 dolog, amit utálok benned            | 10 Things I Hate About You  | Kat Stratford               | Madarász Éva    |
| 2000 | Rád vagyok kattanva                     | Down to You                 | Imogen                      | Mezei Kitty     |
| 2000 | Hamlet                                  | Hamlet                      | Ophelia                     |                 |
| 2000 | Ennyi!                                  | State and Main              | Carla                       | Roatis Andrea   |
| 2001 | A szívem érted RAPes                    | Save the Last Dance         | Sara Johnson                | Csondor Kata    |
| 2001 | Bosszúálló nők                          | The Business of Strangers   | Paula Murphy                |                 |
| 2001 | O (Othello)                             | O                           | Desi Brable                 | Zsigmond Tamara |
| 2002 | A Bourne-rejtély                        | The Bourne Identity         | Nicolette "Nicky" Parsons   | Mezei Kitty     |
| 2003 | Esküdni mernék                          | A Guy Thing                 | Becky                       | Roatis Andrea   |
| 2003 |                                         | Carolina                    | Carolina Mirabeau           |                 |
| 2003 | Mona Lisa mosolya                       | Mona Lisa Smile             | Joan Brandwyn               | Kovács Patrícia |
| 2004 | Én és a hercegem                        | The Prince and Me           | Paige Morgan                | Pikali Gerda    |
| 2004 | A Bourne-csapda                         | The Bourne Supremacy        | Nicolette "Nicky" Parsons   | Orosz Anna      |
| 2005 | Edmond                                  | Edmond                      | Glenna                      | Pikali Gerda    |
| 2005 | Út a mennyországba                      | A Little Trip to Heaven     | Isold                       | Pikali Gerda    |
| 2006 | Ómen                                    | The Omen                    | Katherine Thorn             | Zsigmond Tamara |
| 2007 | A Bourne-ultimátum                      | The Bourne Ultimatum        | Nicolette "Nicky" Parsons   | Orosz Anna      |
| 2008 |                                         | Gospel Hill                 | Rosie                       |                 |
| 2009 | A bagoly kiáltása                       | The Cry of the Owl          | Jenny Thierolf              | Madarász Éva    |
| 2009 |                                         | Passage (rövidfilm)         | Ella                        |                 |
| 2012 | Napos oldal                             | Silver Linings Playbook     | Veronica                    | Haumann Petra   |
| 2012 |                                         | Stars in Shorts (rövidfilm) | fiatal nő                   |                 |
| 2012 |                                         | It's a Disaster             | Tracy Scott                 |                 |
| 2012 | Majdnem tökéletes lány                  | Girl Most Likely            | Stage Imogene               |                 |
| 2013 |                                         | Between Us                  | Grace                       |                 |
| 2013 | Behálózva                               | Closed Circuit              | Joanna Reece                | Vágó Bernadett  |
| 2014 | Gyermekek a sötétből                    | Out of the Dark             | Sarah Harriman              | Varga Gabriella |
| 2015 |                                         | The Great Gilly Hopkins     | Courtney Rutherford Hopkins |                 |
| 2015 | Prédára várva                           | Blackway                    | Lillian                     | Mezei Kitty     |
| 2016 | A megtévesztésen túl                    | Misconduct                  | Jane                        | Mezei Kitty     |
| 2016 | Jason Bourne                            | Jason Bourne                | Nicolette "Nicky" Parsons   | Mezei Kitty     |
| 2016 |                                         | The Drowning                | Lauren Seymour              |                 |
| 2016 |                                         | 11:55                       | Janine                      |                 |
| 2017 |                                         | Trouble                     | Rachel                      |                 |
| 2019 | A Wall Street pillangói                 | Hustlers                    | Elizabeth                   | Madarász Éva    |
| 2021 |                                         | The God Committee           | Dr. Jordan Taylor           |                 |
| 2022 | Jennifer Lopez: Félidő (dokumentumfilm) | Jennifer Lopez: Halftime    | önmaga                      |                 |
| 2022 | Az árva: Első áldozat                   | Orphan: First Kill          | Tricia Albright             | Pikali Gerda    |
| 2024 | Választott családom                     | Chosen Family               | Clio                        | Madarász Éva    |

### Televízió
| Év        | Magyar cím          | Eredeti cím                         | Szerep                          | Megjegyzések                                                   |
| --------- | ------------------- | ----------------------------------- | ------------------------------- | -------------------------------------------------------------- |
| 1993–1994 |                     | Ghostwriter                         | Erica Dansby                    | 6 epizód                                                       |
| 1996      | Az ígéret földje    | Promised Land                       | Megan Walker                    | 1 epizód                                                       |
| 1997      | Chicago Hope kórház | Chicago Hope                        | Corey Sawicki                   | 1 epizód                                                       |
| 1997      |                     | Before Women Had Wings              | Phoebe Jackson                  | tévéfilm                                                       |
| 1999      | A 60-as évek        | The ’60s                            | Katie Herlihy                   | minisorozat                                                    |
| 2001      | Saturday Night Live | Saturday Night Live                 | Jenna Bush / önmaga (házigazda) | 2 epizód                                                       |
| 2004      | Punk’d – SztÁruló   | Punk'd                              | önmaga                          | 1 epizód                                                       |
| 2009      |                     | The City                            | önmaga                          | 1 epizód                                                       |
| 2010      | Dexter              | Dexter                              | Lumen Pierce                    | 10 epizód                                                      |
| 2012      |                     | Midnight Sun                        | Leah Kafka                      | tévéfilm                                                       |
| 2012–2014 |                     | Blue                                | Blue                            | websorozat főszereplője (40 epizód)                            |
| 2013      | Modern Pygmalion    | The Makeover                        | Hannah Higgins                  | - tévéfilm - magyar hangja: - Varga Gabriella - Németh Borbála |
| 2014      |                     | The Mindy Project                   | Dr. Jessica Lieberstein         | 3 epizód                                                       |
| 2017–2020 | Riviéra             | Riviera                             | Georgina Clios                  | - főszereplő - magyar hangja: - Mezei Kitty                    |
| 2021–2022 |                     | DreamWorks Dragons: The Nine Realms | Olivia Kullersen (hangja)       | főszereplő                                                     |
| 2022–2023 | A tó                | The Lake                            | Maisy-May                       | főszereplő                                                     |

## Fontosabb díjak és jelölések
- Karlovy Vary-i Nemzetközi Filmfesztivál (1998): Legjobb női alakítás - Gonosz